# Acanthocyclops exilis
Acanthocyclops exilis – gatunek widłonoga z rodziny Cyclopidae. Opisał go w 1934 roku amerykański zoolog Robert Ervin Coker, nadając mu nazwę Cyclops exilis.